# Holzbunge
Holzbunge település Németországban, Schleswig-Holstein tartományban. Lakosainak száma 355 fő (2023. december 31.).

## Népesség
A település népességének változása:
| Lakosok száma | 245  | 350  | 341  | 351  | 349  | 355  |
|               | 1975 | 2017 | 2019 | 2021 | 2022 | 2023 |